# Karin Bonelli

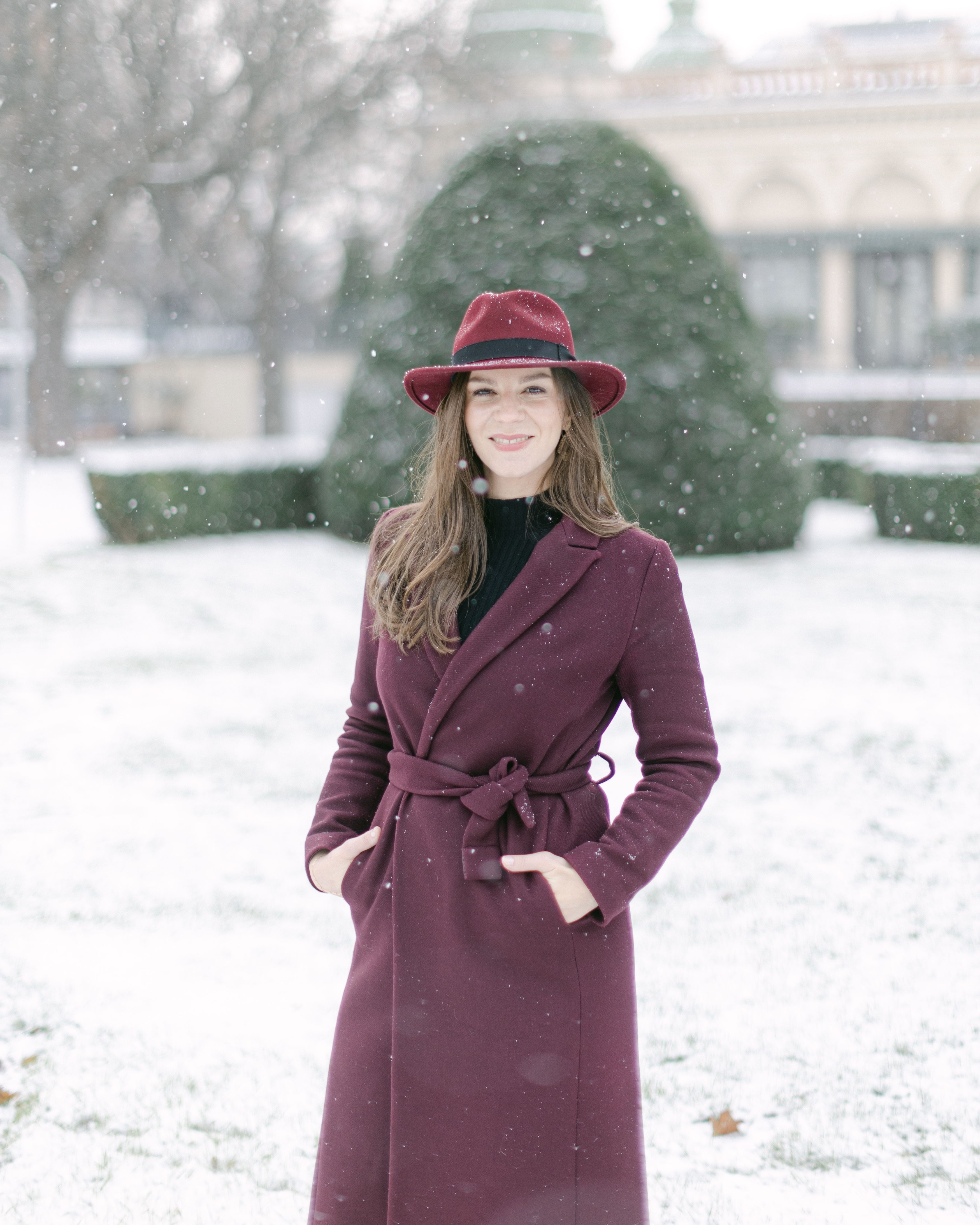
Karin Bonelli (2022)

Karin Teresa Bonelli (geboren am 2. Oktober 1988 in Grieskirchen) ist eine österreichische Flötistin. Seit 2012 spielt sie im Orchester der Wiener Staatsoper, als erste Frau in der Bläsersektion dieses Orchesters, seit 2015 ist sie Mitglied der Wiener Philharmoniker. Im Jahr 2020 gründete Bonelli die Sommerakademie Penthesilea Academy.

## Jugend und Studienzeit
Bonelli wurde als Tochter der Musiklehrerin Ingeborg Bonelli und des Musikpädagogen, Dirigenten und Flötisten Helmut Trawöger geboren. Ihre Geschwister sind Julia Bonelli, Norbert Trawöger, Rainer Trawöger und Karl Trawöger. Ihren ersten Flötenunterricht erhielt sie von ihrer Mutter. Nach einem Jungstudium an der Anton Bruckner Privatuniversität Linz bei Gisela Mashayekhi-Beer gewann Bonelli einige Wettbewerbe. Außerdem spielte sie bei den Wiener Symphonikern, dem Orchestre National de France und der Opéra National de Lyon.
Im Anschluss studierte sie an der Universität für Musik und darstellende Kunst Wien in der Klasse von Wolfgang Schulz.
2009 wechselte sie an die Musik und Kunst Privatuniversität der Stadt Wien in die Klasse von Karl-Heinz Schütz, wo sie – nach einem einjährigen Auslandsaufenthalt bei Philippe Bernold am Conservatoire National Supérieur de Musique et de Danse in Lyon, Frankreich – im Sommer 2012 ihren Abschluss mit Auszeichnung machte.
Sie erhielt wichtige künstlerische Impulse von Andrea Lieberknecht, Julien Beaudiment, Paul Meisen und Peter-Lukas Graf.

## Karriere
Bonelli ist Mitglied in verschiedenen Ensembles wie z. B. dem Klangkollektiv Wien und dem Vienna Wind Quintet. Sie trat außerdem als Solistin im Brahms-Saal des Wiener Musikvereins, dem Shanghai Oriental Art Center sowie der Elbphilharmonie Hamburg auf. Außerdem konzertierte sie mit Orchestern wie dem Sofia Philharmonic Orchestra und der Cappella Istropolitana.
Zusätzlich zu ihren Studien absolvierte Bonelli zahlreiche Meisterklassen im In- und Ausland und hatte eine Dozentenstelle an der Universität für Musik und darstellende Kunst Graz (2017–2018) sowie einen Lehrauftrag für Orchesterrepertoire an der Universität für Musik und darstellende Kunst Wien (2019–2023) und an der Musik und Kunst Privatuniversität der Stadt Wien (2022–2023).
Im Jahr 2020 gründete Bonelli die Penthesilea Academy in Traunkirchen, in der junge Flötisten und Trompeter für ihr Probespiel gecoacht werden. Neben ihr sind Gudrun Hinze, Hans Gansch und Roman Rindberger Dozenten.

## Auszeichnungen
Bonelli ist Gewinnerin des KIWANIS-Kulturpreises, des Förderpreises des Lions Club Nibelungen und mehrfache Siegerin des österreichischen Bundeswettbewerbs Prima la Musica.